# Івасюта Орест Васильович
Орест Васильович Івасюта (4 вересня 1969, Івано-Франківськ — 12 травня 2025, Львів) — український майстер художнього оброблення металу. Член Спілки майстрів ковальського мистецтва України (2005). Заслужений художник України (2007).

## Життєпис
Орест Івасюта народився 4 вересня 1969 року в місті Івано-Франківську.
1989 року закінчив відділ художньої обробки металу Косівського технікуму народних художніх промислів імені Василя Касіяна, 1996-го — Львівську академію мистецтв, де його педагогами з фаху були Олег Боньковський, Богдан Романець та Віктор Шоломій. У 2003 почав працювати в Альма-матер на посаді викладача кафедри металу, молодшим науковим співробітником науково-дослідного сектору; а згодом доцент кафедри художнього металу.
2007 року у Львові заснував і очолив ГО «Товариство Залізного Лева».
Помер 12 травня 2025 року у Львові.

## Доробок
Працював з художнім металом (ковальство, ювелірство, об'єкти). Від 1994 року почав представляти свої роботи на всеукраїнських та міжнародних виставках. У ранніх роботах Івасюти можна простежити прості та абстрактні символи з архаїчних і давньослов'янських мотивів. Пізніші твори стали більш оригінальними та глибокими за змістом і формою. У всіх роботах він поєднує різні матеріали, техніки та композиції.
Серед важливих робіт: меморіальна дошка Ірині Вільде (1989, Івано-Франківський літературний музей), «Юрій-Змієборець» (1997), «Скарбничка і Злодій», перстень (обидва — 1998), «Пункт перетину» (2000), «Каліка» (2002), «Любов» (2007).

## Нагороди
- Заслужений художник України (20 березня 2007) — за значний особистий внесок у розвиток національної культури, вагомі творчі здобутки і високий професіоналізм та з нагоди Всеукраїнського дня працівників культури і аматорів народного мистецтва[2].